# Río Gallegos
Río Gallegos, coloquialmente Gallegos, é a capital da província argentina de Santa Cruz. O município possui quase oitenta mil habitantes (2001) e foi fundado em 19 de dezembro de 1885, distante cerca de 2800 quilômetros de Buenos Aires. Conhecida como "cidade dos ventos" devido as freqüentes massas polares oriundas da Antártica que passam pela cidade que apresenta relevo plano e seco. Última grande cidade argentina antes do Estreito de Magalhães no Chile, dista 64 quilômetros do Paso de Integración Austral que é o complexo fronteiriço da Argentina com o Chile que possibilita o acesso por via de balsa ao arquipélago da Terra do Fogo assim como está a cerca de 670 quilômetros de Ushuaia, capital da Província da Terra do Fogo e cidade mais austral do mundo e também a 350 quilômetros de Punta Arenas, no Chile. Sua população em 2010, era de 97 742.
Esportivamente, a cidade conta com diversos clubes de futebol que já participaram de torneios nacionais da Argentina: Boxing Club, El Condor, Independiente (Río Gallegos), Ferrocarril YCF, Petrolero Austral, Boca Río Gallegos e Defensores del Carmen.

Na região de Gallegos, entre as décadas de 1970 e 1980, a FIAT possuía uma pista de testes 9 km de extensão com o objetivo de testes seus produtos em temperaturas baixas no inverno e intensos ventos na primavera.

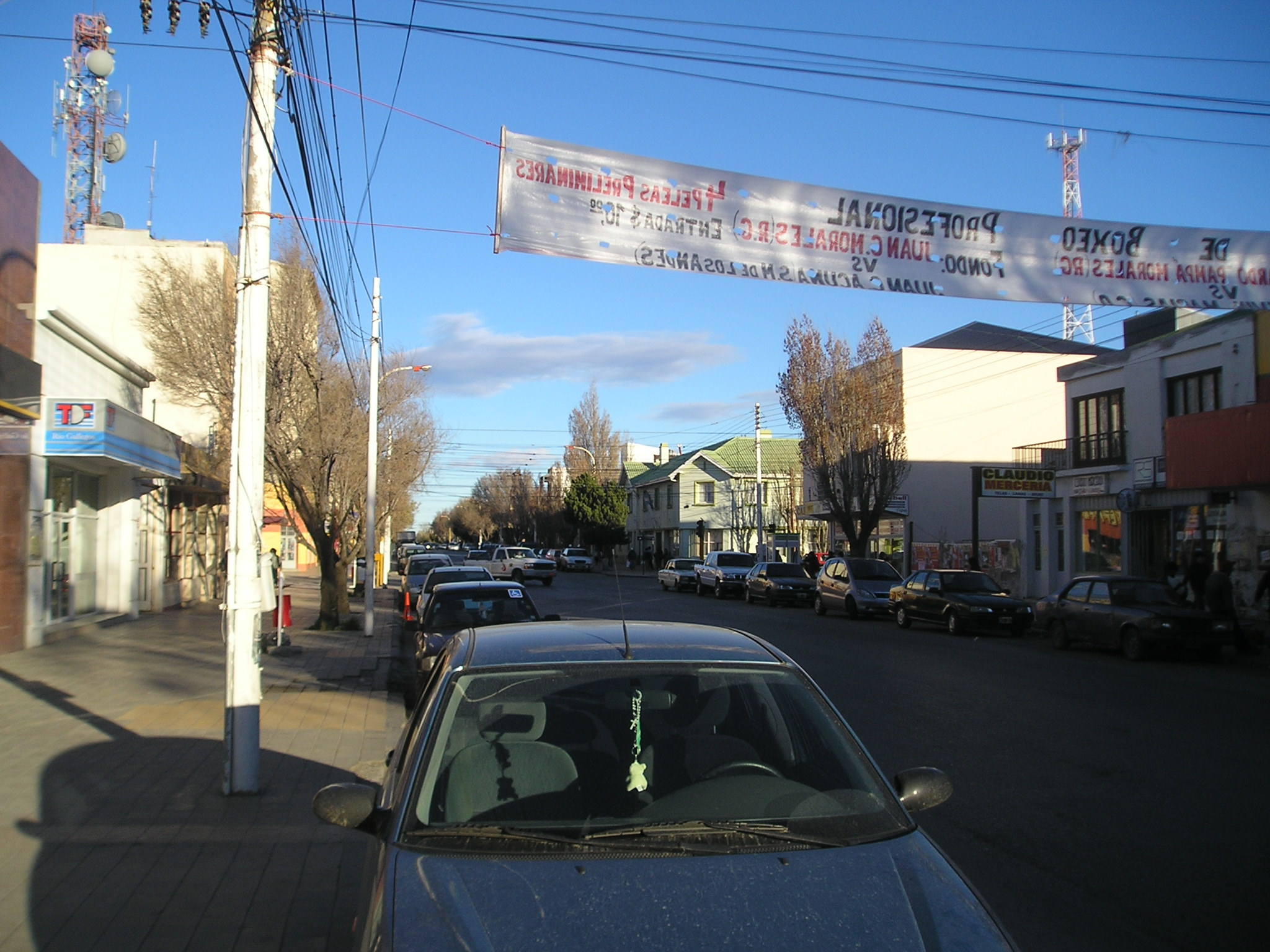
Avenida Roca, Río Gallegos.

## Clima
| Médias meteorológicas para {{{localidade}}} | Médias meteorológicas para {{{localidade}}} | Médias meteorológicas para {{{localidade}}} | Médias meteorológicas para {{{localidade}}} | Médias meteorológicas para {{{localidade}}} | Médias meteorológicas para {{{localidade}}} | Médias meteorológicas para {{{localidade}}} | Médias meteorológicas para {{{localidade}}} | Médias meteorológicas para {{{localidade}}} | Médias meteorológicas para {{{localidade}}} | Médias meteorológicas para {{{localidade}}} | Médias meteorológicas para {{{localidade}}} | Médias meteorológicas para {{{localidade}}} | Médias meteorológicas para {{{localidade}}} |
| Mês                                         | Jan                                         | Fev                                         | Mar                                         | Abr                                         | Mai                                         | Jun                                         | Jul                                         | Ago                                         | Set                                         | Out                                         | Nov                                         | Dez                                         |                                             |
| ------------------------------------------- | ------------------------------------------- | ------------------------------------------- | ------------------------------------------- | ------------------------------------------- | ------------------------------------------- | ------------------------------------------- | ------------------------------------------- | ------------------------------------------- | ------------------------------------------- | ------------------------------------------- | ------------------------------------------- | ------------------------------------------- | ------------------------------------------- |
| Média alta °C (°F)                          | 20.1 (68)                                   | 20.1 (68)                                   | 17.3 (63)                                   | 12.9 (55)                                   | 8.2 (47)                                    | 5.0 (41)                                    | 4.6 (40)                                    | 7.4 (45)                                    | 11.6 (53)                                   | 14.9 (59)                                   | 17.8 (64)                                   | 19.4 (67)                                   |                                             |
| Média baixa °C (°F)                         | 8.1 (47)                                    | 7.8 (46)                                    | 5.7 (42)                                    | 3.2 (38)                                    | 0.7 (33)                                    | -1.2 (30)                                   | -1.9 (29)                                   | 0.1 (32)                                    | 1.3 (34)                                    | 3.1 (38)                                    | 5.7 (42)                                    | 7.1 (45)                                    |                                             |
| Fonte: {{{fonte}}} {{{acesso_data}}}        |                                             |                                             |                                             |                                             |                                             |                                             |                                             |                                             |                                             |                                             |                                             |                                             |                                             |